# Supersypnoides amplifascia
Supersypnoides amplifascia là một loài bướm đêm trong họ Noctuidae.